# Erycibe sargentii
Erycibe sargentii är en vindeväxtart som beskrevs av Merrill. Erycibe sargentii ingår i släktet Erycibe och familjen vindeväxter. Inga underarter finns listade i Catalogue of Life.